# Collegio elettorale di Vibo Valentia (Camera dei deputati)
Il collegio di Vibo Valentia fu un collegio elettorale uninominale della Repubblica Italiana per l'elezione della Camera dei deputati. Apparteneva alla circoscrizione Calabria e fu utilizzato per eleggere un deputato nella XII, XIII e XIV legislatura.
Venne istituito nel 1993 con la cosiddetta Legge Mattarella (Legge n. 277, Nuove norme per l'elezione della Camera dei deputati), attuata in seguito al referendum abrogativo del 1993. La legge istituì per la Camera dei deputati e per il Senato della Repubblica un sistema di elezione misto, in parte maggioritario e in parte proporzionale. Il 75% dei parlamentari dell'assemblea veniva eletto in collegi uninominali tramite sistema maggioritario a turno unico; il restante 25% alla Camera veniva eletto tramite sistema proporzionale con liste bloccate.
Il collegio venne abolito insieme a tutti gli altri che costituivano la Camera con la promulgazione della legge elettorale successiva, la cosiddetta Legge Calderoli. Questa prevedeva un sistema proporzionale con premio di maggioranza, che alla Camera veniva attribuito a livello nazionale.

## Territorio
Il collegio di Vibo Valentia era uno dei 17 collegi uninominali in cui era suddivisa la Calabria e, come previsto dal D.Lgs. del 20 dicembre 1993 n. 536, era interamente compreso nella provincia di Vibo Valentia e comprendeva i seguenti comuni: Acquaro, Briatico, Cessaniti, Dinami, Drapia, Filandari, Francica, Ionadi, Joppolo, Limbadi, Maierato, Mileto, Nicotera, Parghelia, Pizzo, Ricadi, Rombiolo, San Calogero, San Costantino Calabro, San Gregorio d'Ippona, Sant'Onofrio, Spilinga, Stefanaconi, Tropea, Vibo Valentia, Zaccanopoli, Zambrone e Zungri.

## Eletti
| Elezione | Elezione | Deputato                   | Partito                    |
| -------- | -------- | -------------------------- | -------------------------- |
|          | 1994     | Domenico Antonio Basile    | Polo del Buon Governo (AN) |
|          | 1996     | Domenico Romano Carratelli | L'Ulivo (PPI)              |
|          | 2001     | Michele Ranieli            | Casa delle Libertà         |

## Dati elettorali

### XII legislatura

#### Risultati proporzionale
| Coalizioni        | Coalizioni                                | Liste                                     | Liste                                     | Voti   | %     |
| ----------------- | ----------------------------------------- | ----------------------------------------- | ----------------------------------------- | ------ | ----- |
|                   | Polo del Buon Governo                     |                                           | Alleanza Nazionale                        | 15.090 | 21,93 |
|                   | Polo del Buon Governo                     | Forza Italia                              | 11.164                                    | 16,22  |       |
| Totale coalizione | Totale coalizione                         | 26.254                                    | 38,15                                     |        |       |
|                   | Progressisti                              |                                           | Partito Democratico della Sinistra        | 12.724 | 18,49 |
|                   | Progressisti                              | Rifondazione Comunista                    | 5.228                                     | 7,60   |       |
|                   | Progressisti                              | Partito Socialista Italiano               | 2.852                                     | 4,14   |       |
|                   | Progressisti                              | Federazione dei Verdi                     | 1.570                                     | 2,28   |       |
|                   | Progressisti                              | Movimento per la Democrazia - La Rete     | 1.164                                     | 1,69   |       |
|                   | Progressisti                              | Alleanza Democratica                      | 628                                       | 0,91   |       |
| Totale coalizione | Totale coalizione                         | 24.166                                    | 35,11                                     |        |       |
|                   | Patto per l'Italia                        |                                           | Partito Popolare Italiano                 | 9.668  | 14,05 |
|                   | Patto per l'Italia                        | Patto Segni                               | 4.482                                     | 6,51   |       |
| Totale coalizione | Totale coalizione                         | 14.150                                    | 20,56                                     |        |       |
|                   | Movimento Meridionale                     | Movimento Meridionale                     | Movimento Meridionale                     | 1.977  | 2,87  |
|                   | Socialdemocrazia                          | Socialdemocrazia                          | Socialdemocrazia                          | 790    | 1,15  |
|                   | Unione Mediterranea                       | Unione Mediterranea                       | Unione Mediterranea                       | 503    | 0,73  |
|                   | Movimento Cristiano Veritas               | Movimento Cristiano Veritas               | Movimento Cristiano Veritas               | 322    | 0,47  |
|                   | Liberal Democratici Europei               | Liberal Democratici Europei               | Liberal Democratici Europei               | 297    | 0,43  |
|                   | Idea Città                                | Idea Città                                | Idea Città                                | 233    | 0,34  |
|                   | Movimento Liberaldemocratico e Socialista | Movimento Liberaldemocratico e Socialista | Movimento Liberaldemocratico e Socialista | 126    | 0,18  |
| Totale            | Totale                                    | Totale                                    | Totale                                    | 68.818 |       |

#### Risultati uninominale
|                               | Domenico Antonio Basile ✔️ Eletto | Polo del Buon Governo (FI - AN - CCD - UDC - PLD) | 23 014 | 32,53 |  |  |  |  |  |
|                               | Giuseppe Iannello                 | Progressisti                                      | 20 760 | 29,34 |  |  |  |  |  |
|                               | Domenico Romano Carratelli        | Patto per l'Italia                                | 13 380 | 18,91 |  |  |  |  |  |
|                               | Antonio Pontoriero                | Movimento Meridionale                             | 9 192  | 12,99 |  |  |  |  |  |
|                               | Francesco Tiburzio Massara        | Movimento Federalista Calabria Libera             | 2 811  | 3,97  |  |  |  |  |  |
|                               | Carlo Luigi Michele Taccone       | Liberal Democratici Europei                       | 1 599  | 2,26  |  |  |  |  |  |
| Totale                        | Totale                            | Totale                                            | 70 756 | 100   |  |  |  |  |  |
|                               |                                   |                                                   |        |       |  |  |  |  |  |
| Fonte: Ministero dell'interno |                                   |                                                   |        |       |  |  |  |  |  |

### XIII legislatura

#### Risultati proporzionale
| Coalizioni        | Coalizioni                         | Liste                                     | Liste                              | Voti   | %     |
| ----------------- | ---------------------------------- | ----------------------------------------- | ---------------------------------- | ------ | ----- |
|                   | Polo per le Libertà                |                                           | Alleanza Nazionale                 | 15.423 | 23,37 |
|                   | Polo per le Libertà                | Forza Italia                              | 9.637                              | 14,60  |       |
|                   | Polo per le Libertà                | CCD-CDU                                   | 8.189                              | 12,41  |       |
| Totale coalizione | Totale coalizione                  | 33.249                                    | 50,38                              |        |       |
|                   | L'Ulivo                            |                                           | Partito Democratico della Sinistra | 10.625 | 16,10 |
|                   | L'Ulivo                            | Popolari per Prodi (PPI-SVP-PRI-UD-Prodi) | 5.893                              | 8,93   |       |
|                   | L'Ulivo                            | Rinnovamento Italiano                     | 3.743                              | 5,67   |       |
|                   | L'Ulivo                            | Federazione dei Verdi                     | 1.162                              | 1,76   |       |
| Totale coalizione | Totale coalizione                  | 21.423                                    | 32,46                              |        |       |
|                   | Progressisti                       |                                           | Rifondazione Comunista             | 5.756  | 8,72  |
|                   | Partito Socialista                 | Partito Socialista                        | Partito Socialista                 | 3.200  | 4,85  |
|                   | Movimento Sociale Fiamma Tricolore | Movimento Sociale Fiamma Tricolore        | Movimento Sociale Fiamma Tricolore | 1.232  | 1,87  |
|                   | Lista Pannella - Sgarbi            | Lista Pannella - Sgarbi                   | Lista Pannella - Sgarbi            | 850    | 1,29  |
|                   | Rinnovamento                       | Rinnovamento                              | Rinnovamento                       | 275    | 0,42  |
| Totale            | Totale                             | Totale                                    | Totale                             | 65.985 |       |

#### Risultati uninominale
|                               | Domenico Romano Carratelli ✔️ Eletto | L'Ulivo             | 27 852 | 42,87 |  |  |  |  |  |
|                               | Domenico Antonio Basile              | Polo per le Libertà | 27 485 | 42,30 |  |  |  |  |  |
|                               | Saverio Di Bella                     | Partito Socialista  | 6 174  | 9,50  |  |  |  |  |  |
|                               | Vincenzo Giuseppe Maria Montoro      | Fiamma Tricolore    | 2 520  | 3,88  |  |  |  |  |  |
|                               | Giuseppe Luciano Cimadoro            | Rinnovamento        | 943    | 1,45  |  |  |  |  |  |
| Totale                        | Totale                               | Totale              | 64 974 | 100   |  |  |  |  |  |
|                               |                                      |                     |        |       |  |  |  |  |  |
| Fonte: Ministero dell'interno |                                      |                     |        |       |  |  |  |  |  |

### XIV legislatura

#### Risultati proporzionale
| Coalizioni        | Coalizioni              | Liste                                 | Liste                   | Voti   | %     |
| ----------------- | ----------------------- | ------------------------------------- | ----------------------- | ------ | ----- |
|                   | Casa delle Libertà      |                                       | Forza Italia            | 14.629 | 21,58 |
|                   | Casa delle Libertà      | Alleanza Nazionale                    | 11.636                  | 17,17  |       |
|                   | Casa delle Libertà      | CCD-CDU                               | 4.538                   | 6,70   |       |
|                   | Casa delle Libertà      | Nuovo PSI                             | 1.835                   | 2,71   |       |
| Totale coalizione | Totale coalizione       | 32.638                                | 48,16                   |        |       |
|                   | L'Ulivo                 |                                       | Democratici di Sinistra | 9.431  | 13,92 |
|                   | L'Ulivo                 | La Margherita (Dem - PPI - RI- UDEUR) | 8.626                   | 12,73  |       |
|                   | L'Ulivo                 | Il Girasole (FdV - SDI)               | 3.576                   | 5,28   |       |
|                   | L'Ulivo                 | Comunisti Italiani                    | 2.282                   | 3,37   |       |
| Totale coalizione | Totale coalizione       | 23.915                                | 35,30                   |        |       |
|                   | Rifondazione Comunista  | Rifondazione Comunista                | Rifondazione Comunista  | 3.131  | 4,62  |
|                   | Democrazia Europea      | Democrazia Europea                    | Democrazia Europea      | 2.710  | 4,00  |
|                   | Lista Di Pietro         | Lista Di Pietro                       | Lista Di Pietro         | 2.498  | 3,69  |
|                   | Lista Pannella - Bonino | Lista Pannella - Bonino               | Lista Pannella - Bonino | 1.271  | 1,88  |
|                   | Fiamma Tricolore        | Fiamma Tricolore                      | Fiamma Tricolore        | 1.256  | 1,85  |
|                   | Paese Nuovo             | Paese Nuovo                           | Paese Nuovo             | 278    | 0,41  |
|                   | Abolizione scorporo     | Abolizione scorporo                   | Abolizione scorporo     | 77     | 0,11  |
| Totale            | Totale                  | Totale                                | Totale                  | 67.774 |       |

#### Risultati uninominale
|                               | Michele Ranieli ✔️ Eletto  | Casa delle Libertà | 28 912 | 41,82 |  |  |  |  |  |
|                               | Domenico Romano Carratelli | L'Ulivo            | 28 833 | 41,71 |  |  |  |  |  |
|                               | Antonino Murmura           | Democrazia Europea | 6 570  | 9,50  |  |  |  |  |  |
|                               | Salvatore Restuccia        | Lista Di Pietro    | 2 022  | 2,92  |  |  |  |  |  |
|                               | Salvatore Vanacore         | Fiamma Tricolore   | 1 672  | 2,42  |  |  |  |  |  |
|                               | Michele Pansa              | Lista Emma Bonino  | 1 122  | 1,62  |  |  |  |  |  |
| Totale                        | Totale                     | Totale             | 69 131 | 100   |  |  |  |  |  |
|                               |                            |                    |        |       |  |  |  |  |  |
| Fonte: Ministero dell'interno |                            |                    |        |       |  |  |  |  |  |